# Henrik Ptujski
Henrik Ptujski (* okoli 1160; † 7. september 1217) je bil kot je Henrik II. krški škof.
Henrik Ptujski se je rodil okoli leta 1160 in je izhajal iz salzburške ministerialske družine, sin Friderika II. Ptujskega, gradiščana na salzburškem gradu Ptuj, in Benedikte. Henrik Ptujski je postal prošt v Gospe Sveti in župnik v Petersbergu v Brežah. Leta 1214 ga je za krškega škofa imenoval salzburški nadškof Eberhard II. Leta 1215 se je udeležil četrtega generalnega zbora v Lateranu, na katerem je bil še sklicatelj papež Inocenc III. ob koncu svojega papeževanja. Med njegovim bivanjem v Rimu je bil potrjen tudi njegov generalni vikariat v škofiji Chiemsee, ki je bila na novo ustanovljena leta 1213. Škof Henrik je nastopil tudi na deželnem zboru leta 1216 v Salzburgu, kjer so se pogajali o prispevkih za križarsko vojno.
Škof Henrik je umrl 7. septembra 1217. Njegovo zadnje počivališče ni znano.